# Hui (sacerdotessa)
Hui va ser una sacerdotessa egípcia de la XVIII Dinastia. Era la mare de Merit-Ra Hatxepsut, la Gran Esposa Reial del faraó Tuthmosis III.
| F18 · Y1 | i | i | B1 |

| F18 · Y1 | i | i | B1 |

Hui va tenir un paper important en els cultes d'Amon, Ra i Atum. Es va trobar una de les seves estàtues, que la nomena com la possible mare de la Gran Esposa Reial. Això podria demostrar que Merit-Ra no era la filla de la reina Hatxepsut, com es creia. L'estàtua, que avui es troba al Museu Britànic, també representa els fills de Tuthmosis i Merit-Ra, a excepció d'Amenofis II. La princesa Nebetiunet està asseguda a la falda de la seva àvia, el príncep Menkheperre i les princeses Meritamon C, Meritamon D i Iset es poden veure al costat de l'estàtua. Probablement Iset era la més jove, ja que la seva figura és molt més petita que la dels altres.
Aquesta estàtua és l'única atestació de l'existència de la divina adoratriu, de moment no ens ha arribat cap altre indici de la seva existència. El nom d'Amon s'hi va amartellar durant el regnat d'Akhenaton.